# Vinícola Garibaldi
A Vinícola Garibaldi (Cooperativa Vinícola Garibaldi) foi fundada em 1931 na cidade de Garibaldi, Rio Grande do Sul. Tem um portfólio que inclui mais de 80 itens, com destaque para vinhos e espumantes. 
Sua sede fica na Avenida Independência, 845, no Centro da cidade. 

## História
A Cooperativa Vinícola Garibaldi foi fundada em 22 de janeiro de 1931 com a união de 73 produtores que enfrentavam dificuldades devido à crise de 1929, mas em apenas quatro anos o número de associados saltou para 416, e a produção superou 4 milhões de litros de vinho. Na década de 1940, tornou-se a maior cantina cooperativa das Américas, com produção anual de 100 mil hectolitros. "Tem sua gênese na herança legada pelos pioneiros imigrantes responsáveis pela introdução da cultura da uva na Serra gaúcha", diz a empresa em seu portal. 
Reúne atualmente cerca de 450 famílias associadas que colhem mais de 30 milhões de quilos de uvas cultivadas 1.200 hectares de vinhedos em 18 municípios. 
Produtos e atrações
Tem um portfólio que inclui mais de 80 itens distribuídos em 15 marcas, com destaque para vinhos, espumantes e suco de uva. 
O Complexo Enoturístico da Vinícola Garibaldi oferece diversas experiências para os visitantes, incluindo o roteiro "Uma História para Degustar", que proporciona uma visita guiada pelas estações do ano, com degustações de espumantes, vinhos e sucos, além de uma taça personalizada. Há também opções de enogastronomia como a "Taça & Trufa" e "Taça & Grostoli", que combinam vinhos com comida.  

## Escravidão moderna
Em fevereiro de 2023, foram flagradas mais de 200 pessoas em situação de escravidão, mantidas num alojamento em Bento Gonçalves sob ameaça e tortura (espancamento, choques elétricos e spray de pimenta), cujo trabalho era explorado pelas vinícolas Aurora, Garibaldi e Salton, via empresa terceirizada.
Diante do escândalo, a entidade de classe empresarial local de Bento Gonçalves emitiu nota culpando as políticas de bem-estar social, a que chama de "sistema assistencialista", pela falta de candidatos ao trabalho nas condições oferecidas.

## Leia também
- Escravidão moderna em Bento Gonçalves
- Vinícola Aurora
- Vinícola Salton